# Arlekin i walentynki
Arlekin i walentynki to opowiadanie (1999) oraz powieść graficzna (2001) autorstwa Neila Gaimana nawiązujące do commedii dell’arte oraz arlekinady. Autorem grafiki w komiksie jest John Bolton. W Polsce komiks ukazał się w roku 2004 nakładem wydawnictwa Egmont, w tłumaczeniu Pauliny Braiter.
Historia ma miejsce 14 lutego, kiedy to Arlekin dosłownie daje Missy swoje serce, przybijając je do jej drzwi. Missy próbuje później dowiedzieć się kto stoi za tym nietypowym podarunkiem. Wesoły Arlekin podąża za nią, zastanawiając się, co jego „Kolombina”, jak nazywa wszystkie swe kochanki, które obdarzył swym sercem, uczyni z jego darem. 
Grafika w komiksie to mieszanka przetworzonych komputerowo fotografii z malunkami, jako że fantastyczny Arlekin podąża za Missy w jej zwyczajnym świecie. Do komiksu dołączony jest też esej Gaimana opisujący włoską commedię dell’arte oraz angielską arlekinadę. 
Sceniczna adaptacja komiksu zrealizowana została przez grupę „Słudzy Metatrona”, złożoną z członków Śląskiego Klubu Fantastyki. W Arlekina i Missy wcielili się Jakub Ćwiek oraz Klaudia Heintze.
Okładka w języku angielskim